# Тасев, Тони
Тони Тасев (болг. Тони Тасев; род. 25 марта 1994, Благоевград) — болгарский футболист, полузащитник клуба «Монтана».

## Карьера
Родился в Благоевграде. Является выпускником футбольной академии «Пирин 2001». 30 августа 2013 года Тасев присоединился к клубу «Пирин» и совершил свой дебют двумя днями позже, выйдя на замену в гостевом матче против клуба «Велбажд Кюстендил». Тасев забил свой первый гол 29 сентября в игре против «Спортиста», который закончился для его команды победой со счётом 3:0.

## Карьера в сборной
7 марта 2016 Тасев был впервые вызван в сборную Болгарии для участия в товарищеских матчах против Португалии и Македонии.

## Статистика
| Выступление      | Выступление      | Выступление      | Лига | Лига | Кубок страны | Кубок страны | Еврокубки | Еврокубки | Остальные | Остальные | Итого | Итого |
| Клуб             | Лига             | Сезон            | Игры | Голы | Игры         | Голы         | Игры      | Голы      | Игры      | Голы      | Игры  | Голы  |
| ---------------- | ---------------- | ---------------- | ---- | ---- | ------------ | ------------ | --------- | --------- | --------- | --------- | ----- | ----- |
| Пирин            | ПФГ «В»          | 2013/14          | 20   | 4    | 0            | 0            | 0         | 0         | 0         | 0         | 20    | 4     |
| Пирин            | ПФГ «Б»          | 2014/15          | 25   | 8    | 1            | 0            | 0         | 0         | 0         | 0         | 26    | 8     |
| Пирин            | ПФГ «А»          | 2015/16          | 28   | 0    | 1            | 0            | 0         | 0         | 0         | 0         | 29    | 0     |
| Пирин            | Итого            | Итого            | 73   | 12   | 2            | 0            | 0         | 0         | 0         | 0         | 75    | 12    |
| Всего за карьеру | Всего за карьеру | Всего за карьеру | 73   | 12   | 2            | 0            | 0         | 0         | 0         | 0         | 75    | 12    |